# В поле зрения
«В поле зрения» (англ. Person of Interest) — американский телесериал в жанре детективной драмы производства Bad Robot Productions, транслировавшийся на канале CBS. Премьера состоялась 22 сентября 2011 года в 9 вечера по североамериканскому восточному времени. 12 марта 2012 года сериал официально продлён на второй сезон, премьера которого состоялась 27 сентября 2012 года. 13 марта 2014 года CBS продлил сериал на четвёртый сезон, который стартовал 23 сентября 2014 года. 11 мая 2015 года канал продлил сериал на пятый сезон. 16 марта 2016 года было объявлено, что пятый сезон, который стартовал 3 мая 2016 года, стал последним. Финал сезона вышел на экраны 21 июня 2016.

## Сюжет
Гарольд Финч, гениальный программист и хакер, заработавший миллиарды на программном обеспечении, в одиночку разработал «Машину» — полностью автономную компьютерную систему искусственного интеллекта, предназначенную для предотвращения возможности повторения событий 11 сентября 2001 года. На основе данных видеонаблюдения, записей телефонных переговоров, электронной переписки, публикаций в социальных сетях, банковских транзакций и другой подобной информации она с большой точностью предсказывает будущие террористические атаки на США. Финч уступил лавры создания «Машины» своему лучшему другу и деловому партнёру Нэйтану Ингрэму, чтобы тот, используя свои связи, продал её правительству за символическую сумму 1 доллар США. Позднее Финч обнаружил, что она также способна предсказывать и обычные криминальные убийства. Однако политики не заинтересовались этой информацией, и он запрограммировал «Машину» удалять её каждую полночь. Узнав об этом, Ингрэм решает предотвращать эти преступления самостоятельно. Сам будучи талантливым инженером, он встраивает бэкдор, через который «Машина» теперь тайно сообщает ему номера социального страхования людей, которым грозит скорая гибель, прежде чем удалить их. После приобретения «Машины» разведывательной службой армии США была начата секретная операция по борьбе с терроризмом под кодовым названием «Северное сияние» (англ. Nothern light). В её рамках специальные агенты стали уничтожать потенциальных террористов, вычисленных «Машиной», а также некоторых других лиц, неугодных спецслужбам. Позже руководство «Северного сияния» решило уничтожить всех посторонних, кому что-либо известно об операции. Агенты разведки подстраивают взрыв террориста-смертника на пассажирском пароме в Нью-Йорке. Вместе со множеством случайных жертв там гибнет Ингрэм, а Финч, хотя и выживает, но тяжело ранен и объявлен мёртвым.
Полный решимости продолжить дело погибшего друга, Финч, находясь теперь на нелегальном положении, нанимает Джона Риза — бывшего агента ЦРУ, также считавшегося мёртвым. Объединив хакерские способности и финансовые ресурсы Финча с боевым мастерством и оперативным опытом Риза, они начинают работу по предотвращению криминальных убийств, предсказанных «Машиной». Каждый эпизод сериала рассказывает историю одного или нескольких подобных спасений. Позднее к их команде подключаются бывший коррумпированный полицейский Лайонел Фаско и его коллега детектив Джосс Картер, первоначально считавшая Риза киллером и охотившаяся на него. Со временем к ним примыкают бывший агент «Северного сияния» Самин Шо и хакер-киллер Рут (англ. Root).
В последнем эпизоде второго сезона «Машина» сбегает от правительства и становится полностью независимой распределённой вычислительной системой, продолжая, однако снабжать команду Финча информацией о предстоящих преступлениях. В качестве замены ей правительство США приобретает у частной компании «Дэсима Текнолоджи» (англ. Decima Technology) более совершенный искусственный интеллект «Самаритянин», созданный Артуром Клейпулом, студенческим другом Финча и Ингрэма. Новый искусственный интеллект быстро выходит из под контроля своих хозяев. В своём стремлении захватить под полный контроль всё человечество, он рекрутирует собственную армию агентов и начинает устранять всех, кто препятствует его целям. Таким образом «Машина» и команда Финча вступают в противоборство с ним. Кульминацией сюжетной линии финального пятого сезона является сражение двух систем искусственного интеллекта, а также команды Финча с агентами «Самаритянина».

## Актёры и персонажи

### Основной состав
- Джон Риз (англ. John Reese; Джеймс Кэвизел) — бывший зелёный берет и агент ЦРУ, который был объявлен мёртвым после миссии в Китае. Выживший Риз попытался вернуться в Нью-Йорк к своей возлюбленной, но обнаружил, что она погибла в бытовой ссоре с мужем. Утратив смысл жизни, Джон скитался по стране, не имея постоянного места жительства, пока его не нашёл Гарольд. Риз — знаток огнестрельного и холодного оружия, снайпер, мастер рукопашного боя и наружного наблюдения; обладает железной волей и исключительной стойкостью к боли. Очень добр, честен и предпочитает не убивать без серьёзной причины. Тем не менее, за Ризом скрывается тёмное прошлое, связанное с его работой в ЦРУ. Считает Финча другом, хотя мало о нём знает. Предпочитает носить костюм без галстука, за что получил среди полицейских и сотрудников спецслужб, которые охотились за ним, прозвище «Человек в костюме» (англ. man in a suit). Между событиями третьего и пятого сезонов сам стал полицейским детективом в управлении по борьбе с наркотиками. В четвёртом сезоне перевёлся в «убойный отдел» и стал напарником детектива Фаско. В 13 серии 5 сезона жертвует собой, помогая «Машине» уничтожить главного антагониста сериала — враждебный искусственный интеллект «Самаритянин». «Машина» идентифицирует Риза, как своего «основного агента» (англ. primary asset).
- Гарольд Финч (англ. Harold Finch; Майкл Эмерсон) — загадочный миллиардер, гениальный разработчик программного обеспечения, хакер и мастер социальной инженерии. Чрезвычайно скрытен и осторожен — его девиз: «Выживают только параноики» (англ. Only the paranoid survive). Настоящее имя неизвестно. Финч (с англ. — «зяблик»), так же, как и прочие его псевдонимы, среди которых наиболее часто встречается — Гарольд Рен (Wren с англ. — «крапивник»), — английские названия пород мелких птиц. В одиночку разработал «Машину» для предсказания преступлений, присвоив её создание своему лучшему другу Нэйтану Ингрэму. После ранения в результате теракта стал частично парализованным (не может поворачивать голову и хромает на левую ногу), был объявлен мёртвым и перешёл на нелегальное положение. Опасаясь за безопасность своей невесты Грейс, вынужден был скрываться даже от неё. Находит Джона Риза и привлекает его к предотвращению преступлений, предсказанных «Машиной». Между третьим и четвёртым сезонами работал преподавателем в университете. В финале сериала (13 серия 5 сезона) возвращается к своей невесте. «Машина» идентифицирует Финча, как своего администратора (англ. admin).
- Джосс Картер (англ. Joss Carter; Тараджи П. Хенсон) — офицер департамента полиции Нью-Йорка в звании детектив, в прошлом армейский дознаватель с опытом работы на Ближнем Востоке. В начале сериала арестовала бездомного Джона Риза за драку с бандитами. Позднее стала расследовать все дела с его участием и пыталась поймать, считая загадочного «Человека в костюме» киллером. В итоге узнаёт, что Риз занимается благим делом, и начинает помогать ему и Финчу. Между событиями второго и третьего сезонов была понижена в звании до офицера по ложному обвинению в убийстве безоружного. Перед смертью очистила имя и была восстановлена в звании детектива, за поимку главы организации коррумпированных полицейских «HR» Алонзо Куинна. Разведена, есть сын Тэйлор. В 9 серии 3 сезона была убита офицером Симмонсом, членом HR. Самостоятельно пришла к выводу о существовании «Машины», как главного источника информации для группы Финча. Непосредственно перед гибелью излагает Финчу свои догадки, которые тот подтверждает. «Машина» идентифицирует детектива Картер, как своего «второстепенного агента» (англ. secondary asset).
- Лайонел Фаско (англ. Lionel Fusco; Кевин Чэпмен) — детектив, коррумпированный полицейский, которого Риз разоблачил во время первого их с Финчем расследования и начал шантажировать, используя в качестве источника информации в полицейском департаменте Нью-Йорка. В конце первого сезона Финч подстроил перевод Фаско в участок Джосс Картер, где они стали напарниками. Со временем становится всё более предан Ризу и Финчу и постепенно осознанно переходит на сторону закона. Только после этого узнает, что Картер с ними заодно. Дольше других основных персонажей остаётся в неведении о существовании «Машины», тайну которой ему открывает Риз лишь в последнем сезоне сериала. Разведён, есть девятилетний сын. «Машина» идентифицирует детектива Фаско, как своего «второстепенного агента» (англ. secondary asset).
- Рут (англ. Root; Эми Экер, в 1 и 2 сезонах — второстепенный, с 3 сезона — постоянный персонаж) — изначально наёмный хакер-киллер, антагонист команды Финча. Настоящее имя — Саманта «Cэм» Гроувз (англ. Samantha «Sam» Groves). Боготворит «Машину» и охотно соглашается стать её воплощением в физическим мире после того, как та сбежала из-под контроля правительства. В дальнейшем постоянно занята выполнением неких загадочных заданий «Машины» и постепенно сближается с Финчем и его друзьями. После повреждения правого уха Финч вживляет Рут коммуникационный имплантат, позволяющий той находиться на связи с «Машиной» практически постоянно. В конце третьего сезона спасает команду Финча, пряча их из поля зрения «Самаритянина». В четвёртом сезоне начинает испытывать романтические чувства к Шоу. В 10 серии 5 сезона была смертельно ранена агентом «Самаритянина» Блэкуэллом. «Машина» идентифицировала Рут при жизни, как свой «аналоговый интерфейс» (англ. analog interface), а после гибели стала общаться с членами команды Финча её голосом.
- Самин Шоу (англ. Sameen Shaw; Сара Шахи, во 2 сезоне — второстепенный, с 3 сезона — постоянный персонаж) — полевой агент армейской разведки[англ.], занятая устранением террористов, прежде, чем они становятся угрозой национальной безопасности США. Свои задания она получает на основе предсказаний «Машины», не подозревая однако об их источнике. Когда Шоу начинает догадываться, что некоторые уничтоженные ею лица на самом деле невиновны, а скомпрометированы спецслужбами в собственных интересах, начальство пытается её устранить. Однако Ризу и Финчу удаётся спасти Шоу, инсценировав её смерть. После некоторых колебаний, она вступает в их команду. Как и Джон, является прекрасным бойцом и снайпером. Профессионально разбирается в медицине, поскольку в прошлом была врачом. Однако Шоу оставила это занятие, так как, по её собственному ироничному выражению: «умеет лучше убивать, чем лечить». В третьем сезоне открываются некоторые подробности её детства: вместе с отцом она попала в автокатастрофу в которой тот погиб, однако её это событие оставило совершенно равнодушной. Как выяснилось позднее, из-за врождённого психического расстройства Шоу не испытывает эмоций и вполне способна безжалостно убить любого человека, однако с развитием сюжета сериала становится чувствительнее и благороднее. В конце 4 сезона отвечает взаимностью на чувства Рут. В одной из перестрелок ранена и захвачена агентами «Самаритянина». В 5 сезоне сбегает и возвращается к своим друзьям. В финале сериала убивает Блэкуэлла в отместку за гибель Рут. «Машина» идентифицирует Шоу, как своего «основного агента» (англ. primary asset).

## Второстепенный состав
- Джессика Арндт (Сьюзан Миснер) — возлюбленная Риза, из-за гибели которой он потерял смысл жизни. После окончания отношений с ним, вышла замуж за другого мужчину. Убита своим же мужем во время бытовой ссоры.
- Грейс Хендрикс (Кэрри Престон) — невеста Финча, которая верит, что он погиб. Была объектом одного из расследований.
- Нэйтан Ингрэм (Бретт Каллен) — друг и деловой партнёр Финча; выступал в качестве связующего звена между их компанией и правительством во время создания «Машины». Погиб при взрыве на пристани, подстроенном агентами «Северного сияния».
- Зои Морган (Пейдж Турко) — посредник, которая использует свои связи и влияние, чтобы решать проблемы своих клиентов. Однажды Финч и Риз спасли её, и теперь она помогает им. Испытывает романтический интерес к Ризу.
- Рик Диллинджер (Нил Джексон) — оперативник, помогавший Финчу предотвращать убийства до появления Джона Риза. Убит Самин Шо, бывшей в то время агентом «Северного сияния».

### Преступный мир
- Карл Элайас (Энрико Колантони) — зарождающийся криминальный авторитет и внебрачный сын дона мафии Джианни Моретти. Пытается возродить влияние итальянских мафиозных семей в Нью-Йорке и устранить русскую мафию. Познакомился с Ризом во время очередного расследования, в котором был жертвой. Впоследствии встал во главе организованной преступности Нью-Йорка, ликвидировав основных боссов мафии. Поначалу был врагом команды Финча, но позже стал периодически им помогать. Убит в 10 серии 5 сезона агентом «Самаритянина».
- Джианни Моретти (Марк Марголис) — глава одной из семей нью-йоркской мафии. Отец Карла Элайаса, убивший в своё время его мать. Убит Маркони по приказу Элайаса.
- Энтони «Лицо со шрамом» Маркони (Дэвид Валчин) — ближайший помощник Элайаса, неоднократно сталкивающийся с группой Финча. В 4 сезоне взорвал себя в попытке уничтожить Доминика, однако с ним вместе погибли лишь второстепенные члены банды-конкурента.
- Доминик (Уинстон Дьюк) — главарь преступной группировки наркодилеров «Братство». Пытался ликвидировать Элайаса и занять его место во главе организованной преступности Нью-Йорка. Убит агентом «Самаритянина» в конце 4 сезона.
- Харпер Роуз (Энни Илонзе) — профессиональная аферистка, попала в поле зрения команды Финча, как объект одного из расследований. После неоднократно помогала как агентам «Машины», так и членам группировки «Братство». В эпизоде «Synecdoche» стало известно, что она является частью второй команды, работающей на «Машину» в Вашингтоне, вместе с бывшими «номерами» Джоуи Дурбаном и Логаном Пирсом.
- Леон Тао (Кен Люн) — финансовый преступник и аферист, постоянный «клиент» команды Финча, чей номер социального страхования «Машина» сообщала три раза. Помогал в некоторых расследованиях.
- Николай Юрлов (Ник Меннелл) — русский гангстер и заместитель Петра Егорова.

### Правительственные организации
- Алиша Корвин (Элизабет Марвел) — бывший член Совета Национальной Безопасности. Человек Ингрэма в правительстве во время создания «Машины». Скрылась в небольшом городке после его смерти. Погибла от руки Рут в конце 1 сезона.
- Марк Сноу (Майкл Келли) — сотрудник ЦРУ, бывший начальник Джона Риза и Кары Стэнтон. Позже пытался найти Джона и убить его, однако оба они были захвачены в заложники Карой. Взорвал себя вместе с ней.
- Кара Стэнтон (Энни Пэррис) — бывшая напарница Риза в ЦРУ и его тайная романтическая партнёрша. Они оба считалась погибшими в одной операции. Была спасена и завербована «Дэсима Текнолоджис», чтобы заразить «Машину» компьютерным вирусом и похитить технологические компоненты, важные для создания «Самаритянина». Взяла в заложники Риза и агента Сноу, надев на них жилеты террористов-смертников с дистанционным подрывом. Использовала их в своей миссии, однако Финчу удалось спасти Риза, обезвредив его жилет. Погибла вместе со Сноу.
- Центр (англ. Control; Кэмрин Мангейм) — руководитель операции «Северное Сияние», занимающегося устранением «важных номеров» — потенциальных террористов, которых вычислила «Машина». Руководитель Хёрша лично отдавала приказы об устранении Кары Стантон и Джона Риза, Ингрэма и Финча, Шо и многих других лиц, представляющих угрозу операции. Захватила и пытала Рут — своими руками без наркоза удалила ей стремечко правого уха, чтобы лишить слуха и оперативной связи с «Машиной». Позднее Центр была назначена формальным руководителем проекта «Самаритянин» со стороны правительства, однако тяготилась ролью марионетки и пыталась вести собственную игру. Была разоблачена Гриром и захвачена агентами «Самаритянина». Дальнейшая судьба неизвестна.
- Хёрш (Борис Макгивер) — бывший агент армейской разведки, профессиональный убийца. Руководитель агентурной службы «Северного Сияния», начальник и наставник боевой подготовки Самин Шо. Внедрился в полицию Нью-Йорка с целью уничтожить улики, связанные с убийством Алиши Корвин. Охотился за группой Гарольда Финча, убивал свидетелей, знавших о «Машине». Неоднократно пытался убить Джона Риза. Однако в конце 3 сезона действовал с ним сообща против боевиков группировки «Бдительность» и пожертвовал собой, безуспешно пытаясь обезвредить бомбу, заложенную ими в общественном здании.
- Агент Грайс (Ник Тарабей) — агент «Северного Сияния», пришедший на смену Самин Шо после того, как её сочли мёртвой. Убит агентами «Самаритянина».
- Специальный агент Доннелли (Бреннан Браун) — агент ФБР, который создал отдел для поимки «человека в костюме». Убит Карой Стэнтон после того, как выяснил, что им является Джон Риз.

### Департамент полиции Нью-Йорка и «HR»
- Детектив Кэл Бичер (Стерлинг Браун) — детектив из наркоотдела, у которого были отношения с Картер. Крестник Алонзо Куинна. Был убит, когда узнал слишком много о деятельности «HR».
- Доктор Айрис Кэмпбелл (Ренн Шмидт) — полицейский психолог, назначенная для наблюдения за состоянием Джона Риза, когда тот стал полицейским детективом и «прославился» чрезмерным насилием и применением оружия. Его визиты к ней вылились в романтические отношения, прерванные однако позже по инициативе Риза.
- Алонзо Куинн (Кларк Питерс) — начальник штаба мэра Нью-Йорка и глава тайной организации коррумпированных полицейских «HR», контролирующей организованную преступность в городе. Изобличён и арестован детективом Картер.
- Офицер Симмонс (Роберт Джон Бёрк) — офицер полиции, работающий на «HR». Стал правой рукой Куинна после ареста ключевых фигур организации. Застрелил Джосс Картер, после чего был лично задержан бывшим коррумпированным полицейским Фаско, перешедшим на сторону закона. Впоследствии убит по приказу Элайаса — в отместку за смерть детектива Картер, которой последний по-своему симпатизировал.
- Терни (Ал Сапиенца) — полицейский детектив, активный член группировки «HR».

### «Дэсима Текнолоджис» и «Самаритянин»
- Грир (Джон Нолан, дядя Кристофера и Джонатана Ноланов) — в прошлом агент-ренегат британской разведывательной службы MI6. Позднее — глава «Дэсима Текнолоджис», организовавший разработку и запуск искусственного интеллекта «Самаритянин». Полностью сознавая невозможность контроля людьми столь мощного ИИ, Грир, тем не менее, предоставляет его в пользование правительству США, под формальным предлогом продолжения борьбы с терроризмом. Однако его истинным намерением является позволить «Самаритянину» захватить контроль над всем человечеством и установить новый миропорядок, более совершенный по мнению Грира, чем существующий. Готовый пожертвовать даже собственной жизнью ради этой цели, в эпизоде «.EXE» он погибает при неудачной попытке убить Финча.
- Артур Клейпул (Сол Рубинек) — талантливый инженер-создатель «Самаритянина», студенческий друг Финча и Ингрэма. Появляется в сериале уже будучи в терминальной стадии онкологического заболевания. Незадолго перед смертью осознаёт возможные катастрофические последствия применения своего детища и помогает команде Финча в неудачной попытке уничтожить единственную резервную копию «Самаритянина».
- Питер Коллиер (Лесли Одом-мл.) — лидер подпольной группировки «Бдительность», считающий свою организацию самостоятельной силой, борющейся против тотального контроля правительства США над гражданами, и в частности против «Северного Сияния». В действительности же он, сам того не осознавая, оказался лишь марионеткой в руках Грира, создавшего «Бдительность» на средства «Дэсима Текнолоджис» для возбуждения уличных беспорядков и дестабилизации обстановки в США. Погиб в конце 3 сезона.
- Мартина Руссо (Кара Буоно) — агент «Самаритянина», ведущая борьбу с группой Финча и защищающая тайну «Самаритянина». Убита Рут.
- Джереми Ламберт (Джулиан Овенден) — агент «Самаритянина». Убит Самин Шо.
- Габриэль Хейвард (Оакс Фегли) — маленький мальчик, выступающий как «аналоговый интерфейс» «Самаритянина».
- Закари (Роберт Рэй Мэннинг мл.) — оперативник «Дэсима Текнолоджис», который впоследствии становится агентом «Самаритянина». Убит Джоном в эпизоде «.EXE».
- Джефф Блэкуэлл (Джошуа Клоуз) — бывший заключённый, завербованный «Самаритянином». Убит Самин из мести, за убийство Рут в эпизоде «return 0».